# アルミーラ

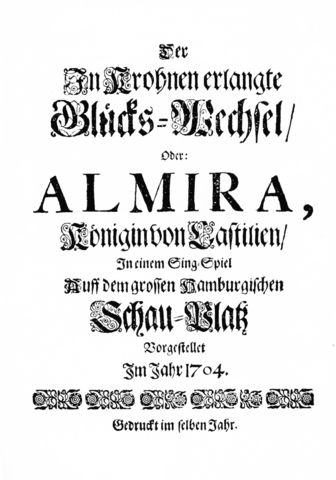
1704年のリブレット

『アルミーラ』（Almira）HWV 1は、ゲオルク・フリードリヒ・ヘンデルが1704年に作曲したオペラ。ヘンデル19歳のときに書かれた最初のオペラであり、またハンブルク時代にヘンデルが作曲した4曲のオペラのうち唯一現存する作品でもある。ドイツ語とイタリア語が混在しており、バレエのための舞曲を多数含む大作である。
正確なタイトルは『王者の有為転変、またはカスティリアの女王アルミーラ』(Der in Krohnen erlangte Glücks-Wechsel, oder: Almira, Königin von Castilien) という。

## 概要
ヘンデルは1703年春にハンブルクへ移って、ハンブルク・オペラのヴァイオリン奏者として働いた。当時のハンブルクはドイツのオペラの中心地であり、ヨハン・ジギスムント・クッサーやラインハルト・カイザーによって作り上げられた独自のハンブルク・オペラが上演されていた。ヘンデルはハンブルクでカイザーの強い影響を受けた。
台本はヴェネツィアのジュリオ・パンチエリ『アルミーラ』（1691年）をフリードリヒ・クリスチャン・フォイストキングが翻案したものである。中世のカスティーリャを舞台としているが、史実には基づいていない。
レチタティーヴォはドイツ語で、アリアは曲によってドイツ語またはイタリア語で歌われる。これは当時のハンブルク・オペラで一般に行われていた習慣だった。
オペラはカイザーによるエピローグ「ヨーロッパの天才」をつけ加えた形式で、1705年1月8日にハンブルクのゲンゼマルクト劇場で初演され、約20夜にわたって成功裏に上演された。
1732年にテレマンによって、加筆の上で復活上演された。
第1幕の最終アリアの曲は失われた。
第3幕のサラバンドは、後に歌詞を加えてオラトリオ『時と悟りの勝利』やオペラ『リナルド』に転用された。とくに後者の「私を泣かせてください」(Lascia ch'io pianga)はよく知られる。イタリアで書かれたオペラ『ロドリーゴ』は『アルミーラ』の音楽を多く転用している。
フランツ・リストは第1幕に登場するシャコンヌとサラバンドをもとにピアノ曲 (S.181) を書いている。

## 編成
トランペット3、リコーダー2、オーボエ2、ファゴット、ティンパニ、弦、通奏低音。

## 登場人物
- アルミーラ：ソプラノ - カスティリア女王。
- コンサルヴォ：バス - アルミーラの後見人。
- オスマン：テノール - コンサルヴォの子。
- エディリア：ソプラノ - オスマンの婚約者。
- フェルナンド：テノール - アルミーラの書記。
- ベッランテ：ソプラノ - アランダの王女。
- タバルコ：テノール - フェルナンドの従者。
- ライモンド：バス - マウレタニア王。

## あらすじ

### 第1幕
アルミーラは女王に即位し、戴冠式の合唱に続いて、スペインの踊り（シャコンヌとサラバンド）が踊られる。
前王の遺言によってアルミーラはコンサルヴォ家の者と結婚しなければならないことが明らかにされるが、アルミーラ本人は書記のフェルナンドをひそかに愛していたために苦しむ。
コンサルヴォの息子のオスマンはエディリアと婚約していたが、王家の地位を得るために彼女と別れてアルミーラと結婚しようと考える。
フェルナンドはアルミーラを愛しているという意味の言葉を木に刻むが、アルミーラはその言葉をフェルナンドがエディリアを愛しているという意味に誤解して怒る。
宴会でエディリアはオスマンを嫉妬させるためにフェルナンドにくっついてみせる。オスマンは意趣返しにベッランテと仲良くする。クーラント、ブレー、メヌエット、ロンドーが次々に踊られる。アルミーラはフェルナンドとエディリアが愛しあっていることがはっきりしたと考える。

### 第2幕
マウレタニア王ライモンドが使者に扮してアルミーラに面会を求める。
ベッランテはオスマンに恋するようになる。
オスマンはフェルナンドがアルミーラを愛していることを知らず、自分とアルミーラの間をとりもってくれるようにフェルナンドに頼む。フェルナンドに会ったアルミーラは自分がオスマンと結婚すべきかをフェルナンドに尋ねるが、フェルナンドはアルミーラの愛を受けるに足りる人はこの世にいないと答えたため、隠れて聞いていたオスマンは怒る。
オスマンはフェルナンドに決闘を申しこむが、アルミーラはひそかにオスマンの剣を盗むことでそれを止める。
アルミーラの部屋にオスマンの剣があるのを見たエディリアはオスマンがアルミーラと愛しあっていると思い、逆にオスマンはエディリアがフェルナンドと愛しあっていたと考える。

### 第3幕
アルミーラとライモンドの会見の場で、3つの大陸を代表する舞踏会が開かれる。フェルナンドはヨーロッパを代表してアントレを、オスマンはアフリカ人の扮装をしてリゴドンを、コンサルヴォはアジア人の扮装をしてサラバンドを踊る。ライモンドの真の目的はアルミーラとの結婚であったが、アルミーラはうまく断る。タバルコは愚者に扮してジグを踊る。
ライモンドは傷心のエディリアに愛を語り、エディリアもその気になる。
コンサルヴォもフェルナンドがエディリアに近付いているという噂を聞きつけ、息子の婚約者を誘惑した罪でフェルナンドを牢に入れる。フェルナンドは手紙とともにルビーをアルミーラに送る。アルミーラはフェルナンドにいったん死を申しわたすが、誤解が解けて喜びの二重唱を歌う。一方、アルミーラとエディリアの両方から拒絶されたオスマンはベッランテと結ばれる。
フェルナンドから贈られたルビーを見たコンサルヴォは、かつてシチリアから航海したときに船が遭難して行方不明になった息子のフロラルドこそがフェルナンドであると知る。フェルナンドはコンサルヴォ家の者と判明したことで遺言に示された結婚条件を満たし、晴れてアルミーラと結婚することになる。全員の合唱で幕を閉じる。